# Nasoona coronata
Nasoona coronata är en spindelart som först beskrevs av Simon 1894.  Nasoona coronata ingår i släktet Nasoona och familjen täckvävarspindlar.
Artens utbredningsområde är Venezuela. Inga underarter finns listade i Catalogue of Life.